# Lamproscatella dichaeta
Lamproscatella dichaeta är en tvåvingeart som först beskrevs av Wayne N. Mathis 1860.  Lamproscatella dichaeta ingår i släktet Lamproscatella och familjen vattenflugor. Inga underarter finns listade i Catalogue of Life.